# Ona Mašiotienė
Ona Mašiotienė nascida Brazauskaitė (9 de setembro de 1883 – 29 de dezembro de 1949) foi uma professora, diretora, ativista dos direitos das mulheres e escritora lituana. Ela ajudou a fundar a Associação de Mulheres da Lituânia, a primeira organização de direitos das mulheres no país, e fez palestras sobre a necessidade de igualdade entre homens e mulheres. Pressionando tanto pelo direitos das mulheres e da independência da Lituânia, ela participou de diferentes sociedades e como delegada em várias conferências e assembléias políticas. Como professora, organizou o primeiro ginásio para meninas na língua lituana em Vilnius e foi diretora de uma escola secundária em Kaunas por mais de uma década. Em 1921, foi eleita para o conselho regional de Utena por dois termos. Ela foi uma das co-fundadoras e a primeiro presidente do Conselho de Mulheres da Lituânia. Reconhecida pelo governo independente da Lituânia com prêmios nacionais, foi demitida do seu cargo depois que a autoridade soviética foi restabelecida sobre o país.

## Início da vida
Ona Brazauskaitė nasceu em 9 de setembro de 1883, na aldeia de Šlavėnai no região de Anyksciai do Império russo, sua mãe Jadwiga (nascida Michalowska, também conhecida como Jadvyga Mikalauskaitė) e Gustavas Brazauskas (Gustaw Brzezowski). Seus pais se conheceram quando Brazauskas foi preso por sua participação na revolta de 1863 contra o domínio russo com o Jadwiga. De nobre linhagem, sua família de oito filhos falavam polonês em casa, mas estavam divididos sobre se identificarem como lituanos ou poloneses. Brazauskas defendida um estado lituano e polonês unificado e distribuía livros no idioma lituano, uma atividade banida na época.
Graduou-se com distinção no Ensino Médio para meninas de Kaunas Meninas' High School por volta de 1900, e decidiu-se por aprofundar seus estudos para se tornar professora. Seus pais, apesar de poder pagar por sua educação, não aprovam as mulheres no ensino superior, mas uma tia entrou em cena para financiar Brazauskaitė a continuar seus estudos em Moscou. Ela matriculou-se no curso de graduação em ciências naturais do Curso Superior para Mulheres de Moscou. Enquanto ela estava estudando, ajudou a estabelecer Sociedade de Estudantes da Lituânia de Moscou e tornou-se interessada em movimentos de mulheres, em curso na Europa Ocidental. Tornando-se uma defensora dos direitos das mulheres, ela foi uma das fundadoras da primeira organização de mulheres da Lituânia, a Associação de Mulheres Lituanas (Lietuvos moterų susivienijimas), em setembro de 1905. Eleita delegada para o segundo congresso da Rússia da União para a Igualdade de Mulheres, realizada em outubro, Brazauskaitė participou da reunião antes de voltar para a Lituânia para participar do Grande Seimas de Vilnius, realizado em dezembro.
Após a assembleia, as mulheres líderes se reuniram no estado de Okulič na Latavėnai para organizar as mulheres para lutar contra os czares da autocracia. Brazauskaitė convocava as mulheres a exercer seus direitos humanos e a igualdade, e o direito de seus filhos para serem educados e treinados na língua lituana. Pouco depois, provavelmente em 1906-1907, ela se casou com Jonas Mašiotas, irmão do escritor Pranas Mašiotas e um estudante lituano que ela conheceu enquanto estudavam em Moscou. Ela ajudou a organizar o Congresso de Mulheres da Lituânia realizado em 27 e 28 de setembro de 1907, em Kaunas e, em seguida, mudou-se para Vilnius, onde ajudou a organizar União de Mulheres da Lituânia (Lietuvos moterų sąjungą). Em 1909, ela deu à luz a sua única filha, Ona.

## Carreira
Entre 1911 e 1914, Mašiotienė trabalhou como professora de ensino médio, em Vilnius, mas com o início da Primeira Guerra Mundial, sua família fugiu para Moscou. Ela organizou a União da Liberdade das Mulheres Lituanas e tornou-se sua presidente, servindo em 1917 como a porta-voz da organização da Assembleia Lituana, realizada em São Petersburgo. Ela falou na conferência sobre os direitos da mulher. No entanto, a organização teve uma curta duração.
Depois que a Lituânia declarou a sua independência em 1918, Mašiotienė voltou para Vilnius com sua família. Fundou e dirigiu o primeiro ginásio para meninas ginásio em língua lituana e realizou cursos noturnos em russo, para ajudar aqueles que tinham começado os estudos naquela língua a completar a sua escolaridade. A escola foi fechada pelos funcionários poloneses durante a Guerra polaco-lituana, em 1919. Neste mesmo ano, ela foi eleita para o conselho de administração da Lituânia, Sindicato Dos Professores e a Comissão Temporária de Lituanos, em Vilnius. A última organização era focada em promover a cultura lituana e Mašiotienė trabalhou para a independência nacional por mobilizar o apoio popular. Ela pediu que as mulheres se envolverem no trabalho de guerra e de defesa nacional.
Em 1921, como um membro do conselho de administração da União da Mulher da Lituânia, Mašiotienė foi eleita para servir no conselho regional de Utena, que foi o município em que a sua propriedade na aldeia de Šlavėnai estava localizada. Com a reforma agrária no ano seguinte, sua propriedade ancestral foi reduzida pela metade e ela ficou apenas com 80 hectares (200 acre(s)s) de terra, o que continuou a usar como uma casa de verão. Para a parte restante do ano, Mašiotienė e sua família viviam em Kaunas, onde ela ensinava ciências naturais, em áreas de escolas secundárias. Ela foi re-eleita para o conselho regional, em 1924, e cumpriu quatro anos de mandato.
Em 1928, Mašiotienė tornou-se a diretora do Kauno Maironio universitetinė gimnazija. Neste mesmo ano, logo depois de uma visita em setembro por Louise C. A. van Eeghen, um membro do conselho de administração o Conselho Internacional de Mulheres (CIM), ela também co-fundou o Conselho de Mulheres da Lituânia (Lietuvos moterų taryba (LMT)). Foi uma organização guarda-chuva unindo 17 de organizações de mulheres. Quase tão rapidamente quanto a CMT foi fundada, a organização juntou-se a ICW como membro afiliado. Em 1929, Mašiotienė participou do congresso da ICW em Londres. Ela foi eleita para o conselho da CML e foi sua presidente até 1934.
Mašiotienė se envolveu na iniciativa de saúde para crianças chamada Pieno lašas (gota de leite) e começou a apresentar programas de rádio na década de 1930. O primeiro, focado em dicas para família e problemas de saúde foi anunciado como As Conversas de Ona e Mariana (Onos ir Marijonos pasikalbėjimai). Nesse mesmo ano, sua obras públicas foram reconhecidas pelo estado quando ela foi condecorada com a Ordem da lituânia, o Grão-Duque Gediminas no Terceiro Grau e a Ordem de Vytautas, o Grande, em Primeiro Grau. Ela trabalhou em uma rádio de programa de notícias Casa e Mulher (Namai ir moteris), que começou a ser exibida em 1933 e contribuiu com artigos para as publicações, tais como Lietuvos aidas, Lietuvos žinios, Žibutė, Moteris ir pasaulis e outros. Em 1937, no Congresso organizado para comemorar o Primeiro Congresso realizado em 1907, Mašiotienė apresentou um documento, A Política Nacional e o Trabalho das Mulheres a partir de 1907, de 1937, que foi publicado em livro no ano seguinte.
A II Guerra mundial trouxe mudanças significativas para a vida de Mašiotienė. Sua filha deixou o país em 1944, mudando-se para a Austrália. Ela foi proibida de ensinar, e apesar de permitida viver em sua propriedade, ela e o marido dela tinham de oferecer-se para participar de um kolkhoz, uma agrícola coletiva soviética. Seu marido morreu em 1948, deixando Mašiotienė em um estado precário, com pouca comida e lenha. Mašiotienė morreu em 29 de dezembro de 1949, aos 66 anos de idade, em um hospital em Kaunas e foi sepultada no cemitério Petrašiūnai.